# 武田尚子 (社会学者)
武田 尚子（たけだ なおこ、1961年 - ）は、日本の社会学者、早稲田大学教授。

## 略歴
北海道室蘭市生まれ。お茶の水女子大学文教育学部中国文学科卒業、横浜市立大学大学院経済学研究科修士課程修了、2000年東京都立大学大学院社会科学研究科博士課程修了、「マニラへの漁業移民送出母村の変容 広島県沼隈郡田島村町部落の明治から昭和戦」で博士（社会学）。武蔵大学社会学部専任講師、助教授、教授を経て、2013年早稲田大学人間科学学術院教授となる。近代の庶民生活史に関心が深く著書多数。

## 著書
- 『マニラへ渡った瀬戸内漁民 移民送出母村の変容』御茶の水書房 2002
- 『もんじゃの社会史 東京・月島の近・現代の変容』青弓社 2009
- 『質的調査データの2次分析 イギリスの格差拡大プロセスの分析視角』ハーベスト社(質的社会研究シリーズ 2009
- 『瀬戸内海離島社会の変容 「産業の時間」と「むらの時間」のコンフリクト』御茶の水書房 2010
- 『チョコレートの世界史 近代ヨーロッパが磨き上げた褐色の宝石』2010 中公新書
- 『「海の道」の三〇〇年 近現代日本の縮図瀬戸内海』2011 河出ブックス
- 『20世紀イギリスの都市労働者と生活 ロウントリーの貧困研究と調査の軌跡』ミネルヴァ書房(MINERVA社会学叢書 2014
- 『ミルクと日本人 近代社会の「元気の源」』2017 中公新書
- 『荷車と立ちん坊 近代都市東京の物流と労働』吉川弘文館 2017　ISBN　9784642083249
- 『近代東京の地政学 青山・渋谷・表参道の開発と軍用地』吉川弘文館 2019　ISBN　9784642083430
- 『箱根の開発と渋沢栄一』吉川弘文館 2023　ISBN　9784642039253

### 共著
- 『温泉リゾート・スタディーズ 箱根・熱海の癒し空間とサービスワーク』文貞實共著 青弓社 2010

## 論文
- <武田尚子